# Montcenis
Montcenis is een gemeente in het Franse departement Saône-et-Loire (regio Bourgogne-Franche-Comté). De plaats maakt deel uit van het arrondissement Autun. Montcenis telde op 1 januari 2022 1.864 inwoners.

## Geografie
De oppervlakte van Montcenis bedroeg op 1 januari 2022 12,33 vierkante kilometer; de bevolkingsdichtheid was toen 151,2 inwoners per km².

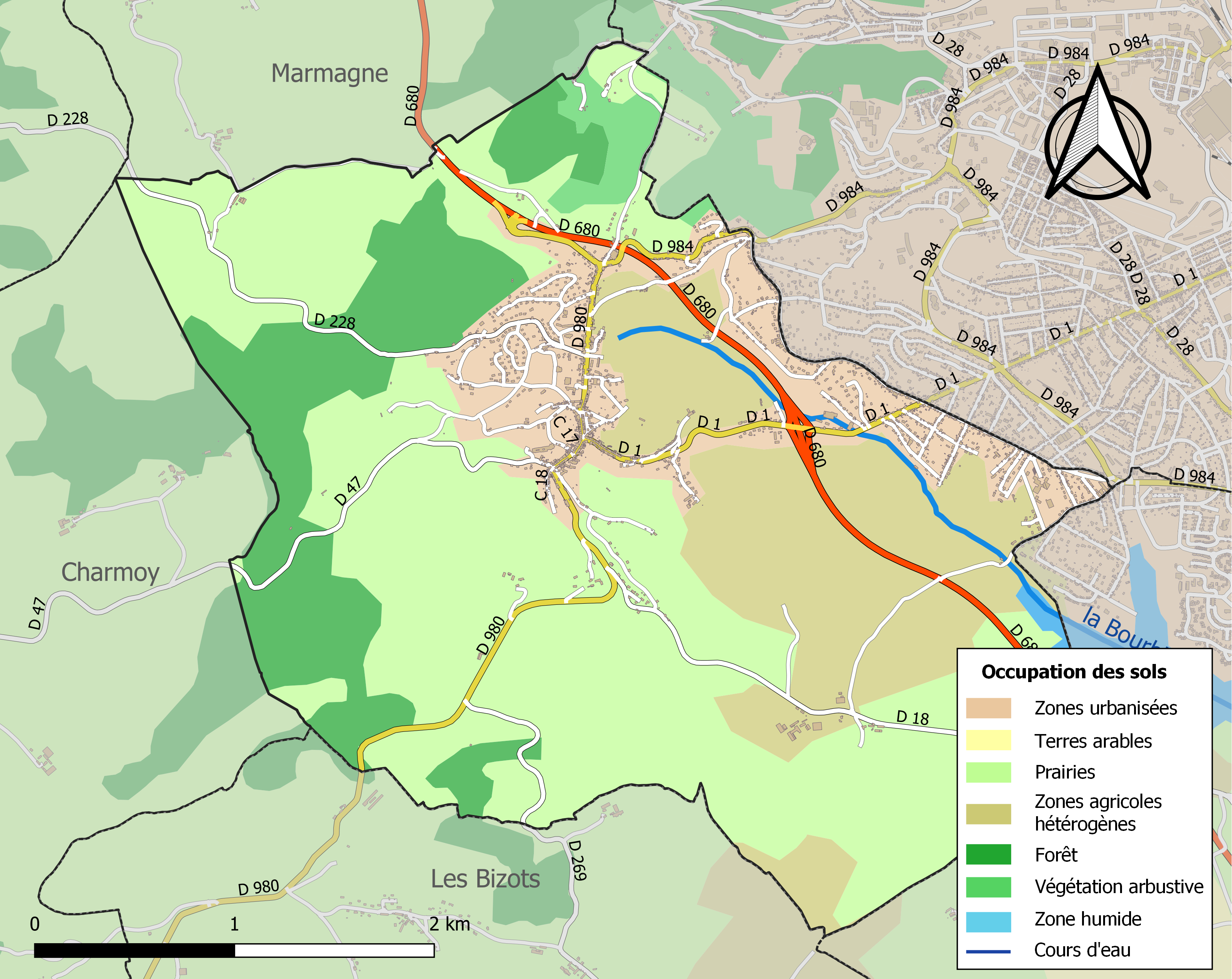
Kaart van de gemeente met de belangrijkste infrastructuur, bodemgebruik en omliggende gemeenten

## Demografie
Onderstaande figuur toont het verloop van het inwonertal (bron: INSEE-tellingen).